# TRMT10B
TRMT10B (англ. TRNA methyltransferase 10B) – білок, який кодується однойменним геном, розташованим у людей на 9-й хромосомі. Довжина поліпептидного ланцюга білка становить 316 амінокислот, а молекулярна маса — 36 124.
| 10         |  | 20         |  | 30         |  | 40         |  | 50         |
| ---------- |  | ---------- |  | ---------- |  | ---------- |  | ---------- |
| MDWKLEGSTQ |  | KVESPVLQGQ |  | EGILEETGED |  | GLPEGFQLLQ |  | IDAEGECQEG |
| EILATGSTAW |  | CSKNVQRKQR |  | HWEKIVAAKK |  | SKRKQEKERR |  | KANRAENPGI |
| CPQHSKRFLR |  | ALTKDKLLEA |  | KHSGPRLCID |  | LSMTHYMSKK |  | ELSRLAGQIR |
| RLYGSNKKAD |  | RPFWICLTGF |  | TTDSPLYEEC |  | VRMNDGFSSY |  | LLDITEEDCF |
| SLFPLETLVY |  | LTPDSEHALE |  | DVDLNKVYIL |  | GGLVDESIQK |  | KVTFQKAREY |
| SVKTARLPIQ |  | EYMVRNQNGK |  | NYHSEILAIN |  | QVFDILSTYL |  | ETHNWPEALK |
| KGVSSGKGYI |  | LRNSVE     |  |            |  |            |  |            |

A: Аланін

C: Цистеїн

D: Аспарагінова кислота

E: Глутамінова кислота

F: Фенілаланін

G: Гліцин

H: Гістидин

I: Ізолейцин

K: Лізин

L: Лейцин

M: Метіонін

N: Аспарагін

P: Пролін

Q: Глутамін

R: Аргінін

S: Серин

T: Треонін

V: Валін

W: Триптофан

Кодований геном білок за функціями належить до трансфераз, метилтрансфераз. 
Задіяний у такому біологічному процесі, як альтернативний сплайсинг. 
Білок має сайт для зв'язування з S-аденозил-L-метіоніном. 